# Adenopodia schlechteri
Adenopodia schlechteri là một loài thực vật có hoa trong họ Đậu. Loài này được (Harms) Brenan miêu tả khoa học đầu tiên.